# Casa das Máquinas (álbum)
Casa das Máquinas é o álbum de estreia da banda brasileira Casa das Máquinas, lançado pela gravadora Som Livre, em julho de 1974, e gravado no primeiro semestre do mesmo ano. Neste disco, o grupo ainda procura uma direção sonora e, por isso, o álbum é bem diversificado musicalmente, com o estilo indo desde rocks ingênuos à moda da Jovem Guarda, hard rock e rock psicodélico, até baladas e músicas próximas à MPB. Na parte lírica, as canções abordam temas como religiosidade e espiritualidade, bem como temas contraculturais, como o desejo de libertação. Em 2006, o álbum foi relançado em CD como parte da coleção Som Livre Masters.

## Antecedentes
A banda foi formada em 1973 por Netinho. Após o fim de Os Incríveis, em 1972, devido às pressões de imprensa, empresários e gravadora resultante do sucesso da canção "Eu Te Amo, Meu Brasil", o baterista comprou toda a estrutura de ensaio e apresentações de sua antiga banda e juntou uma nova para realizar uma turnê pelo país tocando clássicos do rock, como Elvis Presley, Paul Anka e Neil Sedaka. Inicialmente batizada de Os Novos Incríveis, o grupo teve que trocar de nome quando Mingo, Nenê e Risonho resolveram retomar Os Incríveis - sem Netinho e sem Manito - apoiados por uma banda de músicos de estúdio. Assim, a banda adotou o novo nome de Casa das Máquinas e, após conseguir um contrato com a gravadora Som Livre, entrou em estúdio para gravar seu álbum de estreia.

## Resenha musical
Os temas que dominam as canções do álbum são aqueles afeitos à contracultura e ao movimento hippie, como a busca da paz e o desejo de libertação. Além disso, há a expressão de um desejo tipicamente romântico do retorno à natureza, também característico destes movimentos. O álbum abre com a canção "A Natureza" que é instrumentalmente centrada em um impactante riff de guitarra, apresentando uma sonoridade hard rock, enquanto a letra faz uma exaltação à natureza e uma denúncia às atrocidades cometidas pelo homem moderno contra a natureza. Em seguida, vem "Tudo Porque Eu Te Amo", uma canção cantada por Netinho - contando com discurso feito também pelo baterista - em que é abordado o conflito geracional com as posições típicas de pai e filho sendo invertidas: é o filho que traz o saber, que tem o conhecimento do princípio da realidade contra as formas obsoletas do pai. Alguns, ainda, leem aqui uma metáfora para o conflito com o autoritarismo da ditadura militar. Após, temos a balada "Mundo de Paz" e a canção "Quero Que Você Me Diga", que une os temas do movimento contracultural a uma abordagem religiosa e mística. O lado fecha com "Canto Livre", versão da banda para uma canção de Lucio Battisti que trata sobre a visão que um músico tem da liberdade.
O lado B abre com "Trem da Verdade" mais um momento de hard rock do disco, com a letra falando sobre contato com o astral e habitantes extraterrenos, com vocais imitando o apitar de um trem e sonorizações que buscam lembrar uma viagem espacial. "Preciso Lhe Ouvir" surge também de forma mística, mas trazendo uma mensagem antiguerra que se refere tanto à Guerra do Vietnã, quanto às guerrilhas havidas no território nacional, como a recém encerrada Guerrilha do Araguaia. Em seguida, temos "Cantem esse Som com a Gente" mantém o tema de viagem espacial, mas com o rock sendo o catalisador para trazer alegria e conectar as pessoas com essas viagens. "Domingo à Tarde", então, fala sobre o encontro da banda com um disco voador. Finalizando o álbum, "Sanduíche de Queijo" é mais ingênua: um típico rock jovem guardista que tem como tema namoro e curtição típicos da juventude.

## Gravação, arte e lançamentos

### Lançamento e promoção
O álbum foi gravado no primeiro semestre de 1974 e teve seu lançamento realizado pela gravadora Som Livre, em julho de 1974. Para promover o álbum, a gravadora lançou um compacto duplo - dividido com dois artistas internacionais e com o Azymuth - contendo a canção "Tudo Porque Eu Te Amo", que chegou a vender mais de 60 mil cópias. Além disso, até novembro de 1975, o disco tinha vendido mais de 16 mil cópias.

### Arte gráfica
Para a capa do disco, os membros da banda utilizaram maquiagem, fazendo referência a duas importantes bandas daquele período: aos Secos & Molhados, primeira banda de rock brasileira a vender mais de 1 milhão de cópias de um lançamento - com o seu álbum de estreia; e a Alice Cooper, que havia feito um dos primeiros shows internacionais no Brasil - no Anhembi, em São Paulo - em 30 de abril de 1974. Na contracapa, há um poema de Aroldo que deixa claro que, apesar de Netinho ser o líder da banda, Aroldo era a cabeça pensante e quem trazia os temas de religiosidade e contracultura para as letras do álbum.

### Relançamentos
O álbum foi relançado em CD em 2006 como parte da série Som Livre Masters, com som remasterizado e produção coordenada por Charles Gavin.

## Faixas
| Lado A |                          |                                                                             |         |  |
| N.º    | Título                   | Compositor(es)                                                              | Duração |  |
| 1.     | "A Natureza"             | Aroldo Santarosa / Cargê / Piska                                            | 4:05    |  |
| 2.     | "Tudo Porque Eu Te Amo"  | Aroldo Santarosa / Cargê                                                    | 3:06    |  |
| 3.     | "Mundo de Paz"           | Cargê                                                                       | 4:03    |  |
| 4.     | "Quero Que Você Me Diga" | Cargê                                                                       | 3:04    |  |
| 5.     | "Canto Livre"            | Lucio Battisti / Versão: Aroldo Santarosa / Cargê / Netinho / Pique Riverte | 4:19    |  |

| Lado B         |                               |                                    |         |  |
| N.º            | Título                        | Compositor(es)                     | Duração |  |
| 1.             | "Trem da Verdade"             | Aroldo Santarosa / Netinho / Piska | 3:00    |  |
| 2.             | "Preciso Lhe Ouvir"           | Cargê                              | 2:57    |  |
| 3.             | "Cantem esse Som com a Gente" | Aroldo Santarosa / Cargê           | 3:27    |  |
| 4.             | "Domingo à Tarde"             | Cargê                              | 2:32    |  |
| 5.             | "Sanduíche de Queijo"         | Aroldo Santarosa / Netinho         | 1:41    |  |
| Duração total: | Duração total:                | Duração total:                     | 32:14   |  |

## Créditos
Ficha dada pelos Discogs.

### Músicos
- Aroldo Santarosa: vocal, guitarra e violão
- Piska: vocal, guitarra e violão
- Pique Riverte: piano, órgão, saxofone e flauta
- Cargê: vocal e baixo
- Netinho: bateria, percussão e voz falada

### Ficha técnica
- Coordenação geral: João Araújo
- Produção: Eustáquio Sena
- Direção de estúdio: Netinho
- Fotos: Cerri e Norminha
- Arte: Istvan